# Gustav Klatt

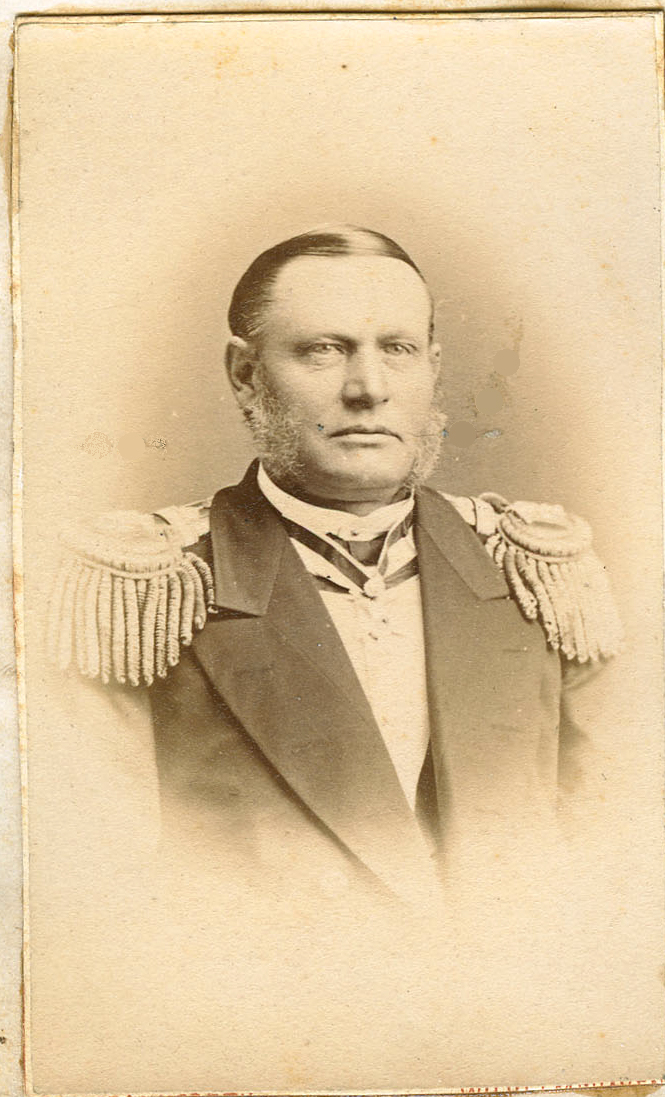
Admiral Gustav Klatt 1877

Gustav Klatt (* 15. Februar 1823 in Stralsund; † 5. September 1898 ebenda) war ein deutscher Marineoffizier, zuletzt Vizeadmiral der Kaiserlichen Marine sowie von 1873 bis 1878 Chef der Marinestation der Nordsee in Wilhelmshaven.

## Leben
Klatt begann seine seemännische Laufbahn im Alter von 13 Jahren auf Handelsschiffen. Am 28. April 1849 trat er als Steuermann in den Dienst der preußischen Marine und wurde auf Grund seiner Leistungen in das Seeoffizierkorps übernommen.
Als Korvettenkapitän war er von Oktober 1862 bis Mai 1863 Kommandant der Gefion und im gleichen Jahr Kommandant des Raddampfers Preußischer Adler. Zugleich wurde ihm der Befehl über einen kleinen Verband übertragen, der am 18. August des Jahres ins Mittelmeer entsandt wurde, um den Schutz Deutscher während der in Griechenland herrschenden Unruhen zu gewährleisten. Er bestand aus dem als Aviso eingesetzten Preußischen Adler und den beiden Kanonenbooten Basilisk und Blitz. Bereits im Dezember wurde der Verband wegen des sich abzeichnenden Deutsch-Dänischen Krieges in die Heimat zurückbefohlen. Am 1. Mai 1864 vereinigte Klatt seine Schiffe vor Den Helder mit einem Geschwader der österreichischen Marine unter Linienschiffskapitän Wilhelm von Tegetthoff. Das vereinigte Geschwader nahm am 9. Mai 1864 am Seegefecht bei Helgoland teil, wobei Klatt und seine preußischen Schiffe praktisch nicht ins Gefecht eingreifen konnten. Nach dem Gefecht lief der Verband nach Cuxhaven, wo es bis zum Inkrafttreten des Waffenstillstands am 12. Mai 1864 verblieb. Vom 4. Juli 1864 bis 16. September 1865 war er Kommandant der Augusta.
Im Dezember 1871 wurde Klatt, nunmehr im Dienstgrad Kapitän zur See, mit der Wahrnehmung der Geschäfte des Chefs der Marinestation Nordsee der neuen kaiserlichen Marine beauftragt. Im März 1873 wurde er offiziell in dieser Funktion bestätigt und zum Konteradmiral befördert. Als Stationschef nahm er aktiven Anteil an den Verhandlungen über den Verwaltungsstatus und die Kommunalverfassung der im Aufbau befindlichen Garnisonsstadt Wilhelmshaven. Durch tatkräftigen Ausbau der Marinedienststellen trug er maßgeblich zur Entwicklung der Kaiserlichen Werft und des Handwerks bei. Am 18. April 1878 wurde Klatt unter Beförderung zum Vizeadmiral in den Ruhestand verabschiedet.
Ihm zu Ehren ist in Wilhelmshaven die Admiral-Klatt-Straße benannt.